# Babarap
Babarap est un village situé dans le district de Gökdepe, dans la province d'Ahal, au sud du Turkménistan. Historiquement, Babarap est le nom de trois villages du district d'Akhal Teke dans la région transcaspienne, situés non loin de la gare de Gökdepe du chemin de fer transcaspien. Babarap est situé dans l'oasis d'Akhal Teke, au pied du Kopet-Dag. Situé à proximité de la gare, à 45 km au nord-ouest d'Achgabat, Babarap est un grand centre de culture maraîchère, de viticulture et de vinification. L'ancien président du Turkménistan, Gurbanguly Berdimuhamedow, est né dans le village.

## Géographie
Non loin du village passe le chemin de fer transcaspien et l'autoroute M37, un grand carrefour. Le canal du Karakoum passe au nord du village.